# Dimensione di Minkowski-Bouligand
Nella geometria frattale la dimensione di Minkowski-Boulingand, nota anche come dimensione di Minkowski o dimensione del conteggio delle celle, è un mezzo per determinare la dimensione frattale di un insieme S in uno spazio euclideo {\displaystyle R^{n}}, o più in generale in uno spazio metrico (X, d).
Per calcolare questa dimensione di un S frattale, si immagina che questo frattale si trovi su una griglia diffusa su tutto lo spazio, e si conti quante celle sono necessarie per coprire l'insieme. La dimensione della misura di celle viene calcolata osservando come questo numero cambia quando la griglia è resa più fine.
Supponiamo che N(ε) è il numero di celle di lunghezza laterale ε necessarie per coprire l'insieme.
Allora la dimensione della misura delle celle è definita in questo modo:
{\displaystyle \dim _{\rm {box}}(S):=\lim _{\varepsilon \to 0}{\frac {\log N(\varepsilon )}{\log(1/\varepsilon )}}}
Se la convergenza del limite non esiste, allora bisogna parlare della dimensione superiore delle celle e della dimensione inferiore delle celle che corrispondono rispettivamente al limite superiore e al limite inferiore nella suddetta espressione. In altri termini, la dimensione della misura delle celle è ben definita solo se la dimensione superiore e quella inferiore delle celle sono uguali. La dimensione superiore delle celle è qualche volta chiamata dimensione dell'entropia, dimensione di Kolmogorov, capacità di Kolmogorov o dimensione superiore di Minkowski mentre la dimensione inferiore delle celle è chiamata dimensione inferiore di Minkowski.
Entrambe sono fortemente legate alla più popolare dimensione di Hausdorff. Solo in applicazioni veramente specialistiche è necessario fare una distinzione fra tutte e tre. Si vedano le relazioni con la dimensione di Hausdorff per maggiori dettagli. Inoltre, un'altra misura delle dimensioni frattali è la dimensione di correlazione.

## Definizioni alternative
È possibile definire la dimensione delle celle usando intorni sferici (palle), sia con il numero di copertura che con il numero di imballaggi sferici. Il numero di chiusura {\displaystyle N_{\rm {covering}}(\varepsilon )} è il numero minimale di intorni sferici aperti di raggio ε richiesti per coprire (topologia) il frattale, o in altre parole, tali che l'unione contiene il frattale.
Possiamo anche considerare in numero di copertura intrinseco {\displaystyle N'_{\rm {covering}}(\varepsilon )}, che è definito allo stesso modo ma con la richiesta aggiuntiva che i centri degli intorni sferici aperti si trovino all'interno dell'insieme S.il numero di imballi {\displaystyle N'_{\rm {packing}}(\varepsilon )} è il numero massimale di insiemi disgiunti di intorni sferici di raggio ε che si possono situare in modo tale che i loro centri si trovino all'interno del frattale.Sebbene N, Ncovering, N'covering e Npacking non sono esattamente identici, sono strettamente correlati, e danno origine a definizioni identiche delle dimensioni inferiore e superiore delle celle. Questo si può dimostrare facilmente una volta che siano provate le seguenti disuguaglianze:
{\displaystyle N'_{\rm {covering}}(2\varepsilon )\leq N_{\rm {covering}}(\varepsilon ),N_{\rm {packing}}(\varepsilon )\leq N'_{\rm {covering}}(\varepsilon ).}
queste a loro volta seguono con un piccolo sforzo dalla disuguaglianza triangolare. Il vantaggio di usare intorni sferici invece di intorni squadrati è che la definizione viene generalizzata a qualsiasi spazio metrico. in altre parole, per la definizione di cella è esternamente — bisogna assumere che il frattale sia contenuto in uno spazio euclideo, e definire le celle concordando con la struttura esterna imposta dallo spazio che li contiene. la definizione di intorno sferico è interna. si può immaginare il frattale disconnesso dal suo contorno, definire intorni sferici usando la distanza tra punti sul frattale e calcolare la dimensione (per essere più precisi, la definizione di NCovering è anche esterna, ma le altre due sono interne.
Il vantaggio di usare celle è che in parecchi casi N(ε) può essere facilmente calcolato esplicitamente, e che per le celle i numeri di copertura ed imballaggio (definiti in modo equivalente) sono uguali.
Il logaritmo dei numeri di imballaggio e copertura sono spesso definiti numeri entropici, e sono in qualche modo analoghi (seppure non identici) ai concetti di entropia termodinamica e all'entropia nella teoria delle informazioni, nella parte che essi misurano la quantità del disordine nello spazio metrico o un frattale in scala {\displaystyle \varepsilon }, e misura anche quanti bits sono necessari per descrivere un elemento dello spazio metrico o un frattale con precisione {\displaystyle \varepsilon }.
Un'altra definizione equivalente della dimensione della misura delle celle, che è ancora esterna, è data dalla formula
{\displaystyle \dim _{\rm {box}}(S)=n-\lim _{r\to 0}{\frac {\log {\rm {vol}}(S_{r})}{\log r}},}
dove per ogni r>0, l'insieme {\displaystyle S_{r}} è definito come l'r-contorno di S, cioè l'insieme di tutti i punti in {\displaystyle R^{n}} che si trovano ad una distanza minore di r da S (o in modo equivalente {\displaystyle S_{r}} è l'unione di tutti gli intorni sferici aperti di raggio r che siano centrati in un punto di S).

## Proprietà
entrambe le dimensioni delle celle sono finitamente additive, cioè se { A1, .... An } è una raccolta finita di insiemi allora
{\displaystyle \dim(A_{1}\cup \dotsb \cup A_{n})=\max\{\dim A_{1},\dots ,\dim A_{n}\}}
Comunque, essi non sono insiemi con misurabilità additiva, cioè questa uguaglianza non vale per una sequenza "infinita" di insiemi. Per esempio la dimensione della cella di un singolo punto è 0, ma la dimensione delle celle dell'insieme di numeri razionali nell'intervallo [0, 1] ha dimensione 1. La dimensione di Hausdorff in comparazione, è misurabilmente additiva.
Una proprietà interessante della dimensione superiore delle celle non condivisa sia con la dimensione inferiore delle celle che con la dimensione di Hausdorff è la connessione con la somma degli insiemi. Se "A" e "B" sono due insiemi in uno spazio Euclideo allora "A" + "B" si ottiene prendendo tutte le coppie di punti "a, b" dove "a" appartiene ad "A" e "b" appartiene a "B" ed aggiungendo "a+b" si ha
{\displaystyle \dim _{\rm {upper\;box}}(A+B)\leq \dim _{\rm {upper\;box}}(A)+\dim _{\rm {upper\;box}}(B).}

## Relazioni con la dimensione di Hausdorff
La dimensione della misura delle celle è una di un certo numero di definizioni di dimensione che possono essere applicati ai frattali. Per molti frattali ben funzionanti queste dimensioni sono uguali. per esempio la Dimensione di Hausdorff, la dimensione inferiore delle celle, e la dimensione superiore delle celle dell'insieme di Cantor sono uguali a log(2)/log(3). Comunque le definizioni non sono equivalenti.
Le dimensioni delle celle e la dimensione di Hausdorff sono in relazione tramite la disuguaglianza
{\displaystyle \dim _{\text{Haus}}\leq \dim _{\text{lower box}}\leq \dim _{\text{upper box}}}
In generale entrambe le disuguaglianze possono essere strette. La dimensione superiore delle celle può essere più grande della dimensione inferiore delle celle se il frattale ha differenti comportamenti in differenti gradazioni.
Per esempio, si esamini l'intervallo [0,1], e si esamini l'insieme dei numeri che soddisfino la condizione
"per qualsiasi n, tutte le cifre {\displaystyle 2^{2n}} -esima cifra la {\displaystyle 2^{2n+1}-1}-esima sono zeri"
Le cifre nei "posti dispari", cioè quelle tra la {\displaystyle 2^{2n+1}} and {\displaystyle 2^{2n+2}-1} non sono ristrette e possono assumere qualsiasi valore. Questo frattale ha dimensione di cella superiore 2/3 e dimensione inferiore di cella 1/3, un fatto che può essere facilmente verificato dal calcolo di N(ε) per {\displaystyle \varepsilon =10^{-2^{n}}} e nient'altro tranne i loro valori si comporta differentemente per "n" sia pari che dispari. Per vedere che la dimensione di Hausdorff può essere più piccola della dimensione di cella inferiore, si ritorni all'esempio dei numeri razionali in [0, 1] discussa in precedenza. La dimensione di Hausdorff di questo insieme è zero.
La dimensione della misura delle celle manca anche di certe proprietà di stabilità che ci si aspetta da una dimensione. Per esempio, ci si può aspettare che aggiungendo un insieme misurabile possa non avere alcun effetto sulla dimensione dell'insieme. Questa proprietà non vale per la dimensione delle celle. Infatti
{\displaystyle \dim _{\text{box}}\left\{0,1,{\frac {1}{2}},{\frac {1}{3}},{\frac {1}{4}},\ldots \right\}={\frac {1}{2}}.}